# 1967 en Italie
Chronologie de l'Italie
- 1963
- 1964
- 1965
- 1966
- 1967
- 1968
- 1969
- 1970
- 1971

Cette page concerne l'année 1967 du calendrier grégorien.

## Événements
- 23 janvier : discours du pape Paul VI l'indissolubilité du mariage face au projet de loi sur le divorce[1].
- 27 janvier : le compositeur et interprète Luigi Tenco se suicide après l'échec au Festival de Sanremo de sa chanson Ciao amore, ciao interprétée en duo avec Dalida[2].
- 31 janvier : le sénateur Ferruccio Parri rapporte au Sénat l'existence d'un fichier de d'environ 250 000 ayant fait l'objet d'une surveillance particulière du SIFAR[3].
- 3 février : siège du commissariat de police de Viareggio à la suite de violences policières perpétrées lors d'une manifestation estudiantine[4].

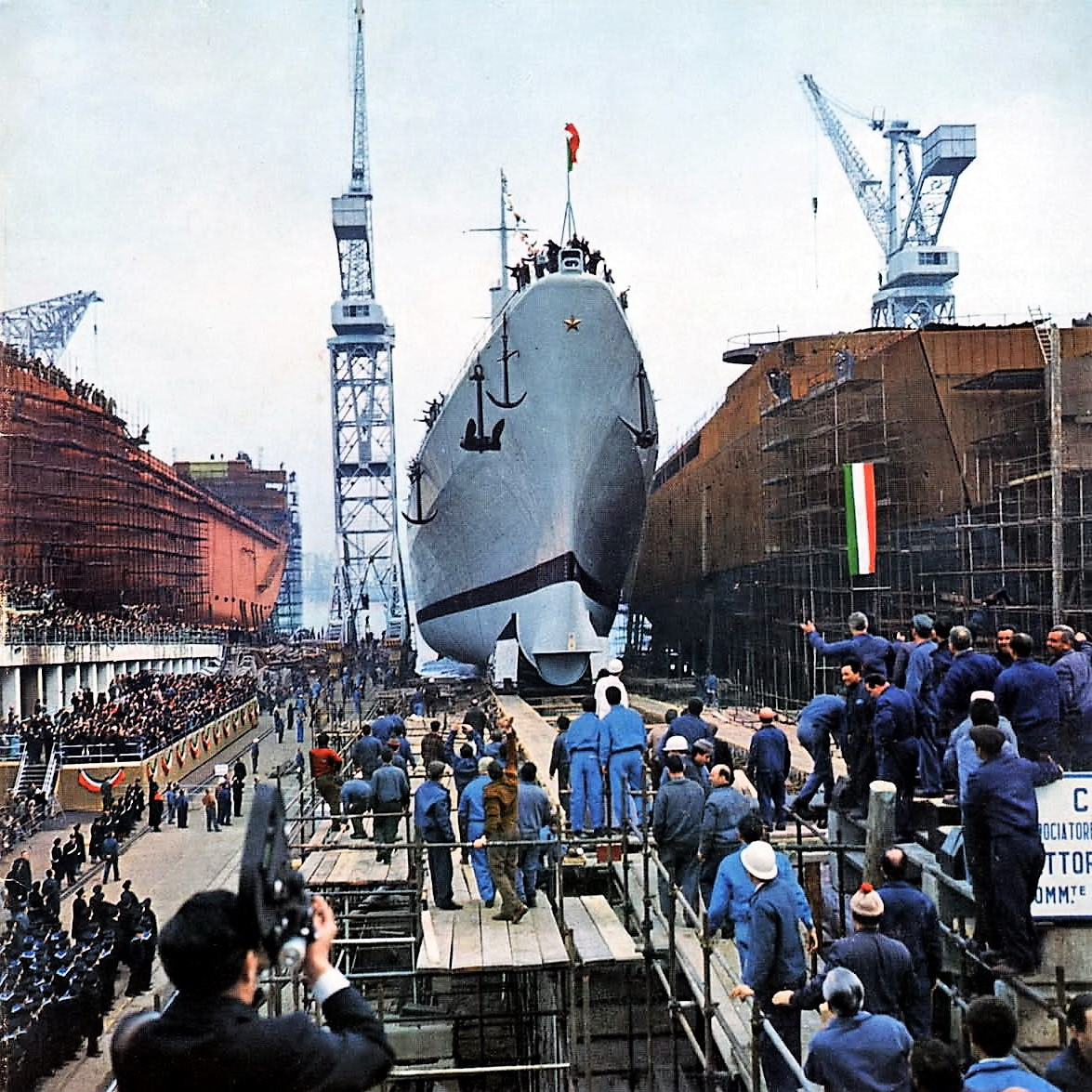
Lancement du Vittorio Veneto.

- 5 février : lancement du croiseur Vittorio Veneto au chantier naval de Castellammare di Stabia[5].
- 26 mars : encyclique Populorum progressio. Le pape Paul VI déclare que « la question sociale est devenue mondiale » et que « le développement ne se réduit pas à la simple croissance économique », il doit être intégral ; c’est « le nouveau nom de la paix »[6].
- Avril : le styliste milanais Missoni présente ses collections au palais Pitti à Florence. Les mannequins défilent sans soutien-gorge parce qu'ils n'étaient pas de la bonne couleur, ce qui choque les organisateurs[7].
- 1er mai : formation à Marghera, port industriel de Venise, du Potere operaio (Pouvoir ouvrier)[8] dont est issue le mouvement spontanéiste turinois Lotta continua, fondé en 1969.
- 11 juin : élections régionales en Sicile[9][réf. à confirmer].
- 8 septembre-3 octobre : visites officielles du président Giuseppe Saragat au Canada, aux États-Unis (18–20 septembre) et en Australie[10].
- Octobre-novembre : premiers troubles à l’automne à l'université de Trente, suivie par l'université catholique de Milan (occupée le 17 novembre[11]), puis celle de Turin[12]. La contestation s’étend à toute l'Italie de décembre 1967 à février 1968.
- 26 décembre : début du schisme de Montaner[13].

- Grèves des chantiers navals à Trieste et à Gênes. Les grandes centrales syndicales sont dépassées par le mouvement.

## Culture

### Cinéma
- 29 juillet : 12e cérémonie des David di Donatello.
- Box-office Italie 1967-1968

#### Films italiens sortis en 1967
- 31 août : Da uomo a uomo, film de Giulio Petroni
- 19 octobre : La mortale trappola di Belfagor, film de Georges Combret et Jean Maley
- Le bal des vampires, de Roman Polanski
- Œdipe roi : film de Pier Paolo Pasolini

#### Autres films sortis en Italie en 1967
- 29 juillet : Coplan III (Coplan ouvre le feu à Mexico), film franco-hispano-italien réalisé par Riccardo Freda

#### Mostra de Venise
- Lion d'or pour le meilleur film : Belle de jour de Luis Buñuel
- Coupe Volpi pour la meilleure interprétation masculine : Ljubisa Samardzic pour Jutro de Mladomir 'Purisa' Djordjevic
- Coupe Volpi pour la meilleure interprétation féminine : Shirley Knight pour Dutchman (en) d'Anthony Harvey

### Littérature

#### Livres parus en 1967
- Mario Soldati, I racconti del maresciallo (it) (Mondadori)

#### Prix et récompenses
- Prix Strega : Anna Maria Ortese, Poveri e semplici (Vallecchi)
- Prix Bagutta : Primo Levi, Storie naturali (Einaudi
- Prix Campiello : Luigi Santucci, Orfeo in Paradiso
- Prix Napoli : Gianna Manzini, Allegro con disperazione, (Mondadori)
- Prix Viareggio : Raffaello Brignetti, Il gabbiano azzurro

## Naissances en 1967
- 23 décembre : Carla Bruni-Tedeschi, ex-mannequin, top-model, auteur-compositeur-interprète et épouse de Nicolas Sarkozy depuis 2008.

## Décès en 1967
- 15 avril : Totò, 69 ans, acteur de cinéma et chanteur (° 15 février 1898).